# Palacio San José
El Palacio San José Museo y Monumento Histórico Nacional Justo José de Urquiza fue la residencia del gobernador de la provincia de Entre Ríos, general Justo José de Urquiza y de su esposa Dolores Costa. En este edificio predominan el estilo italianizante con el criollo argentino derivado del colonial español.

## Historia
El Palacio San José, hoy Museo Nacional Justo José de Urquiza, se encuentra ubicado en el distrito Molino del departamento Uruguay de la provincia de Entre Ríos, entre las localidades de Herrera y Caseros, a unos 30 km al oeste de Concepción del Uruguay
Su dueño original lo bautizó Posta San José, pero debido a la exquisitez para la época de su construcción, pronto los vecinos del lugar y los visitantes comenzaron a llamarlo Palacio San José Originalmente estaba emplazado en una estancia de 2500 hectáreas, de las cuales 20 estaban destinadas a parques, jardines y una enorme quinta de frutales, en medio de los cuales se situaba el casco principal, construido en estilo renacentista italiano.

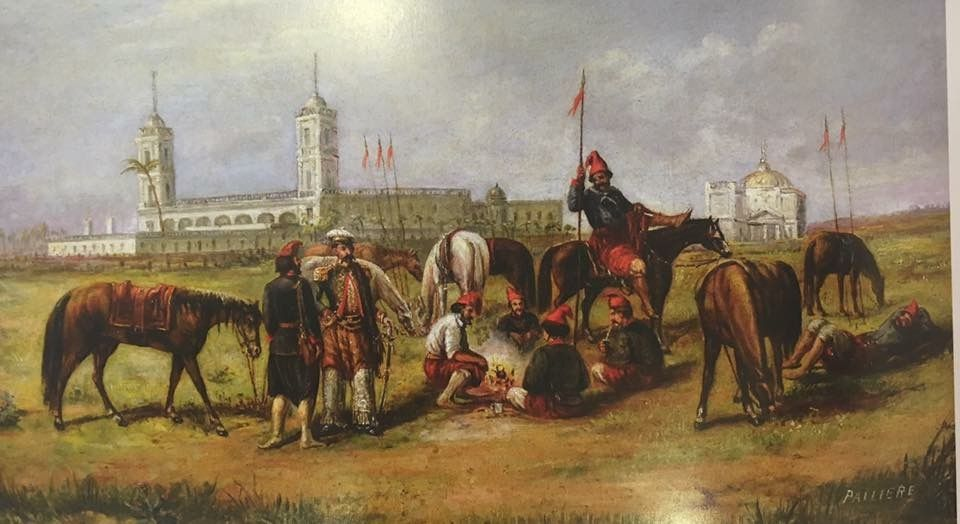
Posta San José por Pallière (C.1860)

La obra demandó doce años de trabajo, entre 1848 y 1860, y fue encomendada inicialmente al arquitecto italiano Jacinto Dellepiane, quien abandonó la obra a poco de iniciada. Ante esta circunstancia la obra fue confiada al arquitecto Pietro Fossati, quien fue asistido por su hermano de profesión escultor. La obra fue llevada adelante por tallistas, herreros, pintores y jardineros, todos traídos del extranjero especialmente para esta construcción.
La planta principal tiene 38 habitaciones de gran tamaño, dispuestas alrededor de dos hermosos patios. Tiene, además, dependencias de servicio, una capilla, cocheras, una pulpería (almacén de ramos generales), un palomar que podía albergar hasta 650 palomas y hasta un lago artificial de unos 20.000 m² donde navegaban veleros ligeros y a la vera del cual se realizaban suntuosas fiestas.
Su frente, enmarcado por dos torres simétricas ubicadas en las esquinas, está adornado con un friso con motivos clásicos y un barandal que en su centro tiene el escudo provincial. Este da paso al Patio de Honor, rodeado por una amplia galería con un frente de arcos que se asientan sobre columnas de estilo toscano, en la que se ubicaban las salas de recepción, escritorios, el salón de billar, comedores y los dormitorios para la familia del general y sus ilustres visitantes.

El segundo patio, denominado Patio del Parral, está bordeado por un parral de hierro forjado y es semejante al anterior. En él se encontraban las habitaciones para los visitantes de menor categoría.

Existe un tercer patio, en el contrafrente, donde se encontraban las dependencias y habitaciones para el personal de servicio.
El interior del Palacio estaba decorado con buen gusto y elegancia, con cuadros y murales como los del artista uruguayo Juan Manuel Blanes, quien pintó una serie de batallas en las que participara el general.
En sus jardines hay bustos de hombres célebres como Napoleón, Hernán Cortés, Alejandro Magno y Julio César, y esculturas del entrerriano León Sola, quien realizara estudios en Italia, solventados por el general Urquiza.
Cabe destacar que el Palacio San José contó desde 1856 con servicios de aguas corrientes, que aún hoy funcionan, cuya toma estaba en el río Gualeguaychú, distante a 2 km del lugar. Este tipo de servicio fue conocido en Buenos Aires solo a partir de 1870.
En esta magnífica construcción se desarrollaron eventos históricos para la naciente República Argentina, y allí vivió y también murió el general Urquiza, asesinado el 11 de abril de 1870. El dormitorio donde ocurrió el asesinato, fue transformado posteriormente por su esposa en oratorio. El 24 de agosto de 1994, en el parque del Palacio, los convencionales juraron una nueva Constitución Nacional argentina.
El Estado Nacional declaró Museo Histórico Nacional al Palacio San José mediante la Ley 12.261, del 30 de agosto de 1935. Entonces se construyó en los terrenos contiguos el restaurante "Posta de San José", con las dimensiones necesarias para recibir a los grandes contingentes turísticos que visitan el lugar hasta el día de hoy.

## Etapas de construcción

### 1848-1853: Primera etapa

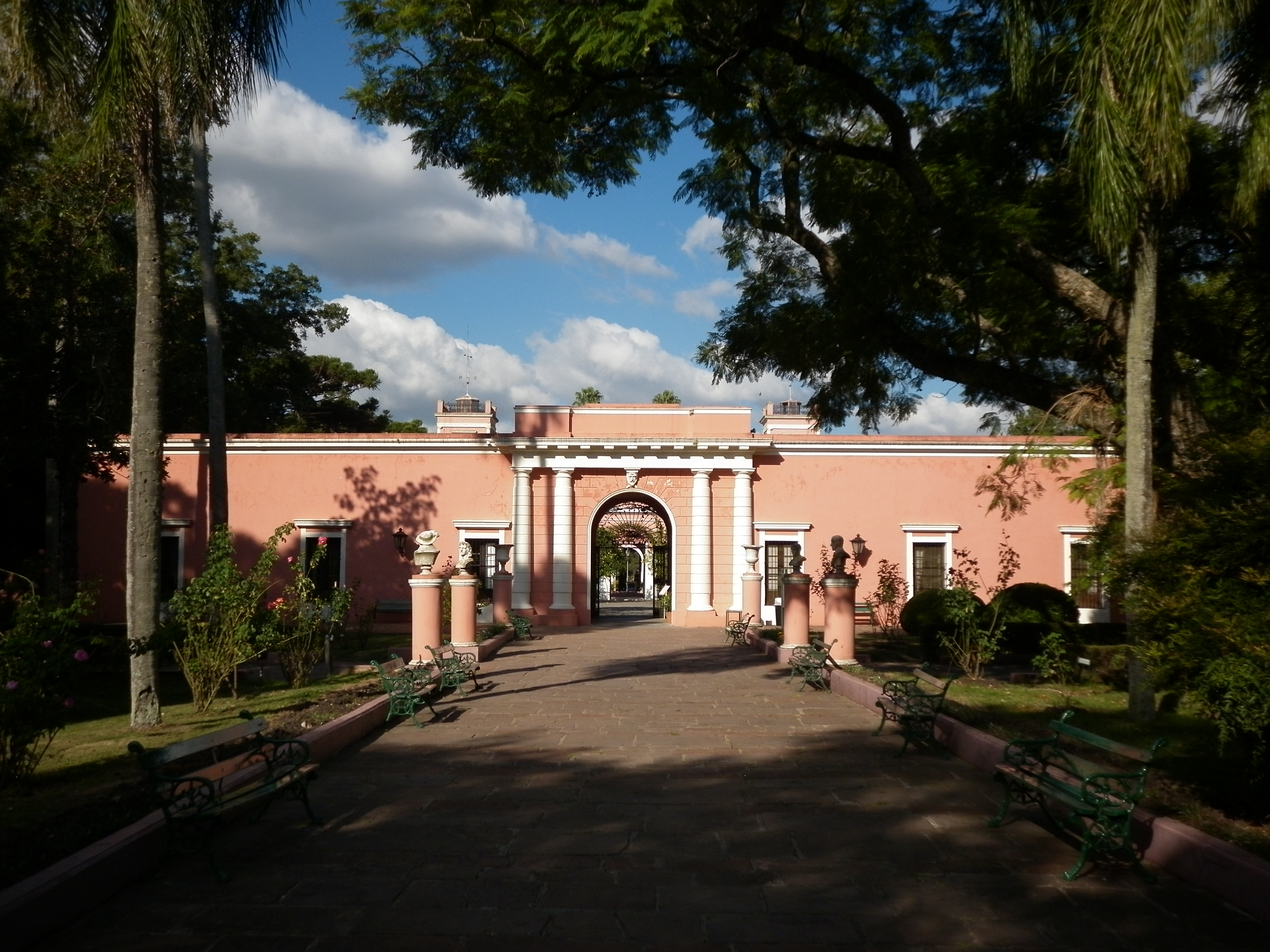
Entrada al Palacio San José.

Hacia fines de 1840, Urquiza inicia la construcción de su residencia, en un amplio terreno  en las cercanías del Río Gualeguaychú, al oeste de Concepción del Uruguay, Entre Ríos.
La construcción se inició en 1848, siendo la base de lo que terminaría siendo, con la intervención de Jacinto Dellepiane y de Pedro Fossati después, el Palacio San José, la estancia principal de Justo José de Urquiza, residencia familiar y referencia política fundamental hasta 1960.
La arquitectura de este momento, denominada poscolonial, se caracterizó por sus simples. El diseño se basaba en un claustro de patio cuadrado alrededor del cual se ordenabano las habitaciones principales,  con una galería que conectaba el adentro y el afuera. El zaguán constituía el ingreso marcado por una gran y sólida puerta, y conducía al patio central y a las dos habitaciones más importantes de la casa: la Sala, y el Escritorio.

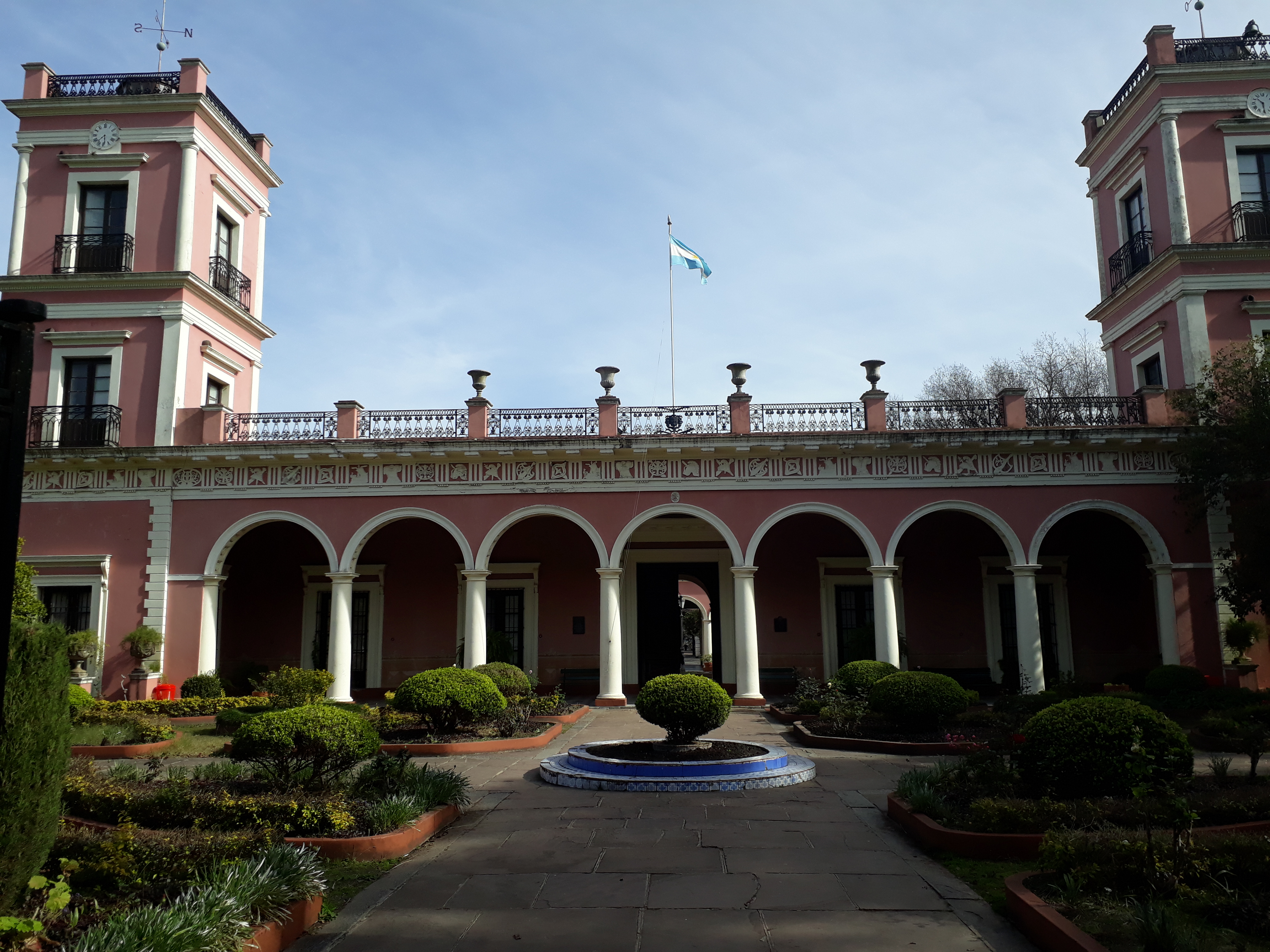
Torres del Palacio San José

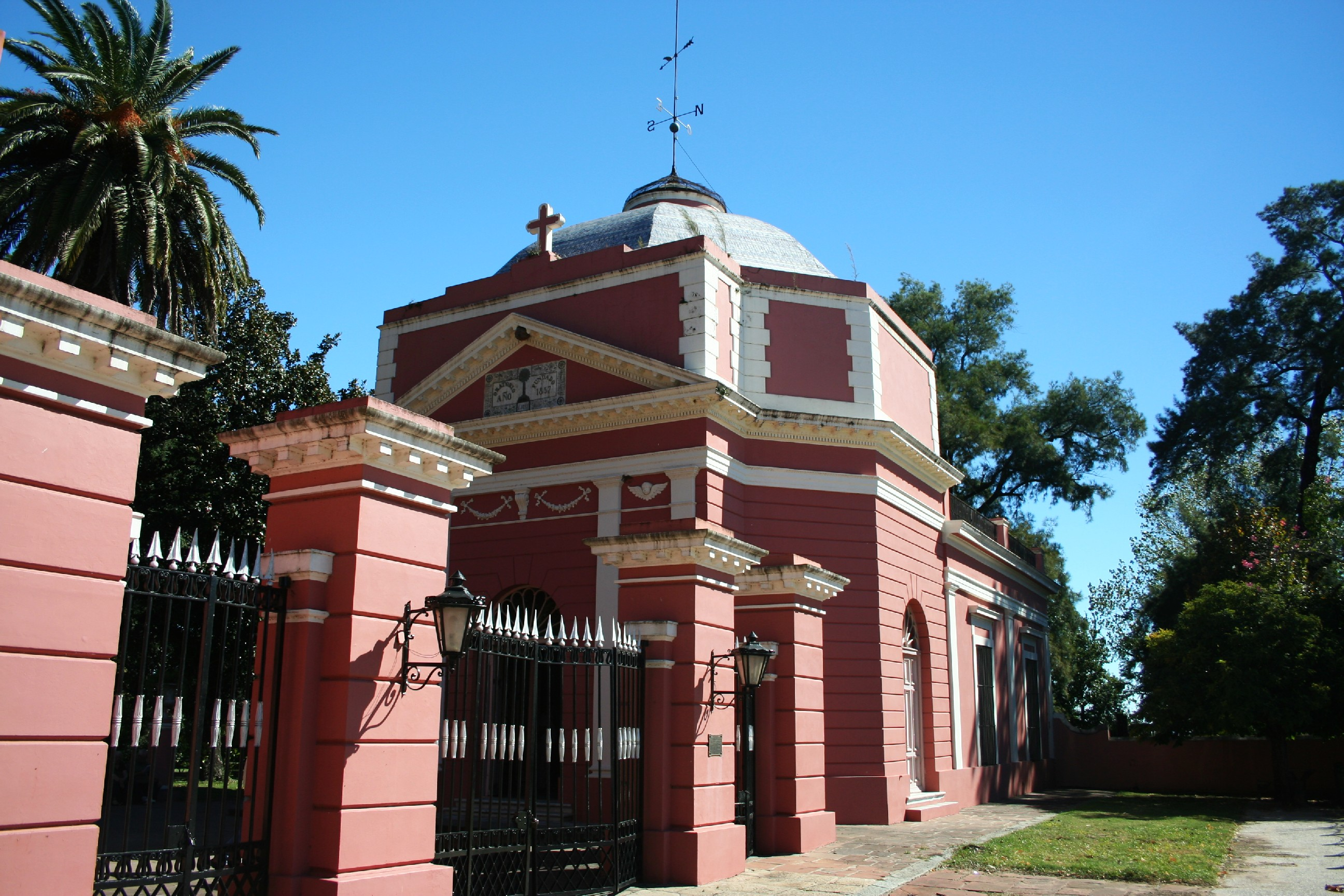
Entrada lateral y capilla del Palacio San José

Esta etapa fue construida con muros de ladrillo asentados en barros, cubiertas planas, cielorrasos de lienzo, aberturas de madera protegidas por hierro y pisos cerámicos. La construcción de esta primera etapa se realizó con muros de ladrillos asentados en barro, con cubiertas planas de losas, cielorrasos de lienzo en las habitaciones, las aberturas conformadas por puertas y ventanas de madera, protegidas éstas con rejas de hierro y pisos de baldosas cerámicas.
Esta elegante volumetría distinguía a la residencia desde lejos. Sus dos torres se alzan desde los extremos de la vivienda enfatizando la simetría del conjunto.
La primera construcción se orienta al este hacia el camino con Concepción del Uruguay. Se compone de siete grandes arcadas, en torno al “Patio de Honor”, al que dan quince de las diecinueve habitaciones que la componen,comunicadas internamente, y este cuerpo principal, corresponde a la vida de la familia.

### 1853-1856: Segunda Etapa
En 1853, el constructor y Maestro de Obras Don Jacinto Dellepiane se hizo cargo de continuar la construcción durante tres años. 
Dellepiane amplió la casa de manera que cumpla funcionalmente para la vida cotidiana de la familia y para el rol político de Urquiza.  A diferencia de la construcción del primero, los muros construidos por Dellepiane utilizan la cal.
El segundo patio se convirtió en el núcleo de las dependencias de servicio y género un patio interior similar a las dimensiones del primer patio con planta cuadrangular.
Continuando con la trama existente, generó un patio interior de dimensiones similares a las del primer patio con planta cuadrangular cerrado por dos bloques simétricos de habitaciones a cada lado.
El nuevo patio contó con una sala de baños de tres sectores independientes: dos de ellos destinados a dos letrinas y el tercero albergaba la máquina productora de gas carburo que iluminaba la vivienda.
El segundo cuerpo, en torno al “Patio del Parral”  se compone de diecinueve habitaciones, y está destinado al personal de servicio: despensa, cocina, habitación para la máquina de gas de carburo; letrinas, y la sala de la administración de la estancia.

### 1857-1860: Tercera etapa
En 1857 el arquitecto Pedro Fossati, italiano nacido en 1827 y graduado en el Politécnico de Milán, toma el cargo de construir edificios en Concepción del Uruguay e inicia tareas en San José reformulando la capilla cambiando su planta en octogonal y simétrica para un mejor orden de los espacios.
Las habitaciones contiguas a la capilla, se utilizaron para el guardado de elementos de culto e indumentaria religiosa. También fueron utilizadas como confesionario y como bautisterio y sacristía.
En los jardines posteriores y sobre el costado norte se encuentra la Capilla de San José, para la cual Urquiza obtuvo una licencia del Vaticano. Su planta es de forma octogonal y las pinturas murales de las paredes y la bóveda central son obra del pintor uruguayo Juan Manuel Blanes.

## Salas

### Sala de los espejos
la sala de los espejos  la tierra que fue realizado con un cifra estimada de 100 espejos de origen francés y un artesanado hecho en madera de pino blanco de material importado. Quien llevó a cabo esta obra fue el arquitecto Jacinto Dellepiane, también participaron el arquitecto Pietro Fossati y Tomas Benvenuto. 
Esta sala contaba con un piano de cola de origen alemán, el cual era usado por su hija Lola. Se exhiben dos cuadros, uno de la familia realizado por Francisco Artigue y el otro realizado 1854 por el pintor francés Amadeo Gras es donde aparece el General Urquiza.
Esta sala se utilizaba para las reuniones que llevaba a cabo el general Urquiza con sus invitados, generalmente estos hacían uso de los juegos de mesa. Esta sala constaba de dos espacios uno de ellos usado por el general, y el otro espacio era utilizado por y para las mujeres donde realizaban tareas de costura y bordados. También tenía en frente un farol que reflejaba en los espejos y daban luces de 7 colores

### Capilla
La capilla era un oratorio público, aceptada por el Vaticano en año 1851, iniciándose su construcción en el año 1857 y bendecida el 19 de marzo de 1859. Obra encomendada al arquitecto italiano Pedro Fosatti y detallada por españoles José Clusellas y Pedro García; su forma original era hexagonal. Pintada por el uruguayo Juan Manuel Blanes, quien deja su firma arriba de los pilares, con ángeles sosteniendo telas con las letras de su apellido, dentro de esta pequeña capilla se encuentran dos púlpitos, a los cuales solo podía acceder la familia de Urquiza. Curiosamente, a ambos lados del altar del oratorio, se encuentran pintados los símbolos de la masonería. Este detalles es muy poco usual en templos, capillas y oratorios destinados a la oración, a la fe y la religión católica. Urquiza era ateo y accedió a construir este oratorio a pedido del personal de la estancia.

### Escritorio político
Era un ambiente de estilo masculino, —ya que estaba destinado solo a hombres—, en donde se debatían temas políticos, como la necesidad de organizar el país. Este lugar fue muy importante para la historia argentina ya que en él se redactó la primera Constitución Nacional de 1853. Allí se encuentran varios objetos representativos de la época, algunos de ellos son:
- Una caja fuerte, de la casa de Fichet de París.
- Sillas de estilo portugués.
- El busto de Urquiza, hecho en cobre.
- Un retrato de Urquiza, hecho por Juan Manuel Blanes en 1869.[6]
- La mesa de despacho, hecha en el siglo XlX.
- Un cuadro figurativo simbólico de la Constitución, llamado Alegoría del Pronunciamiento (primer cuadro entregado por J. M. Blanes a Urquiza).[6]

## Galería de imágenes

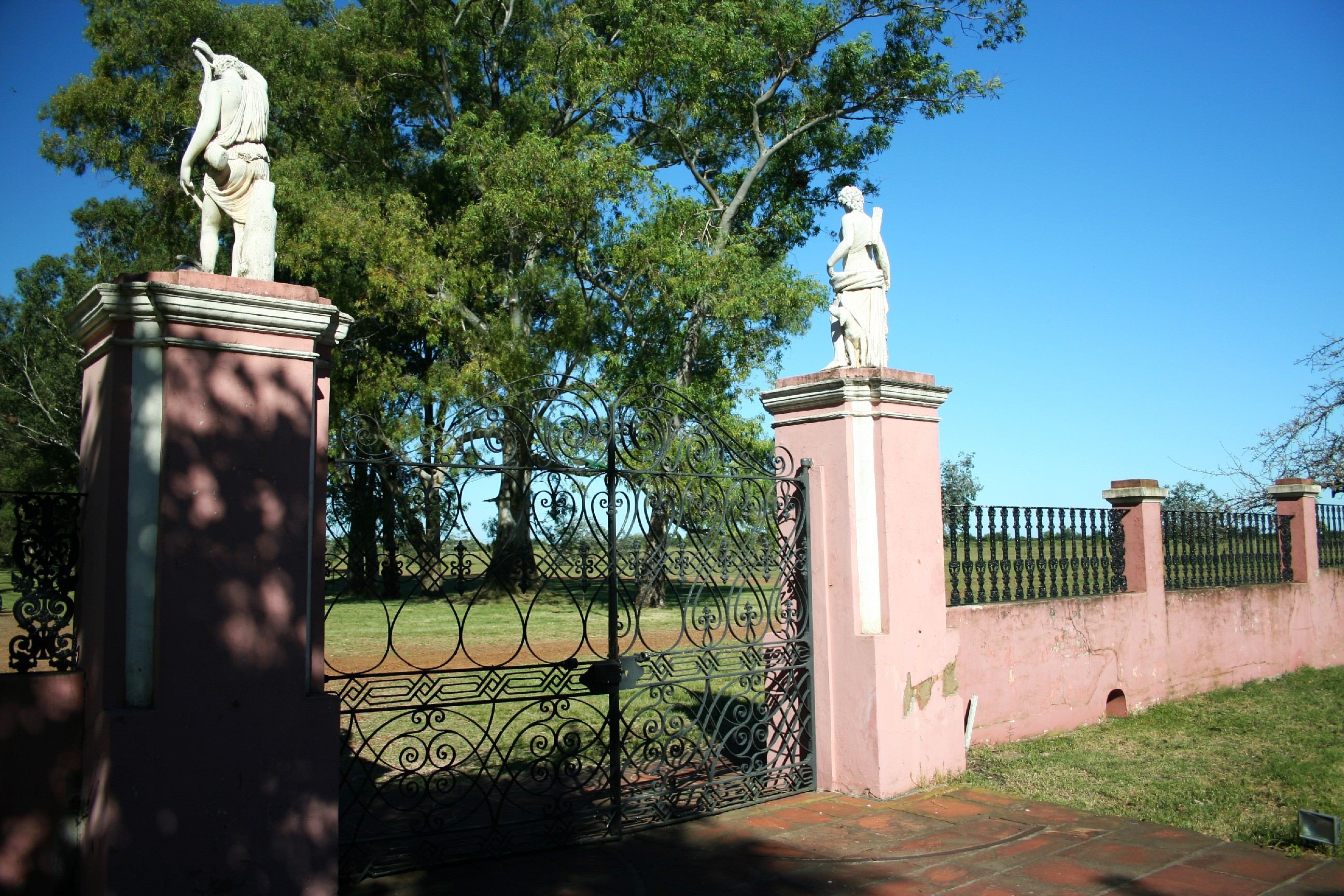
Entrada principal del Palacio.
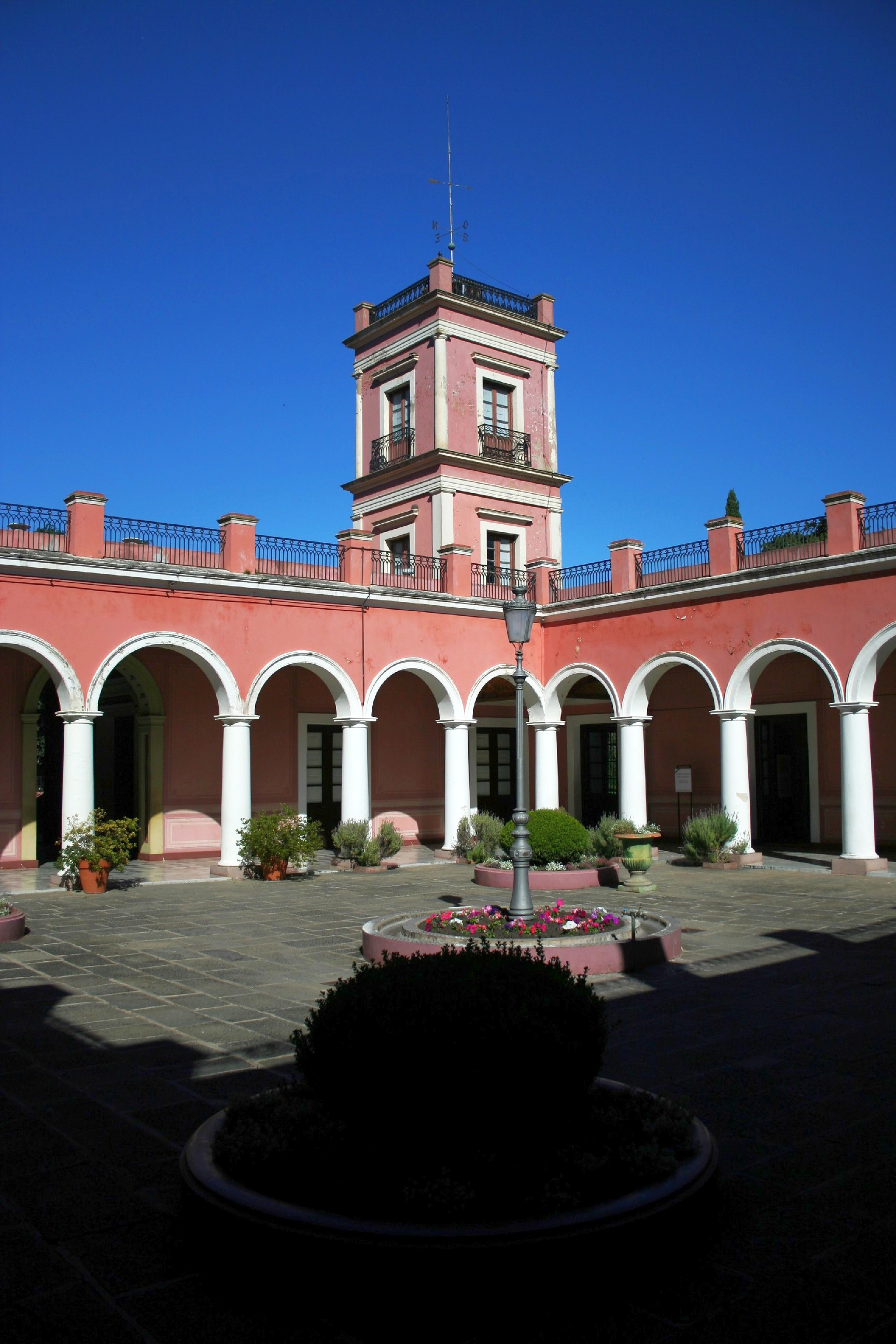
Patio de honor y torre del Palacio.
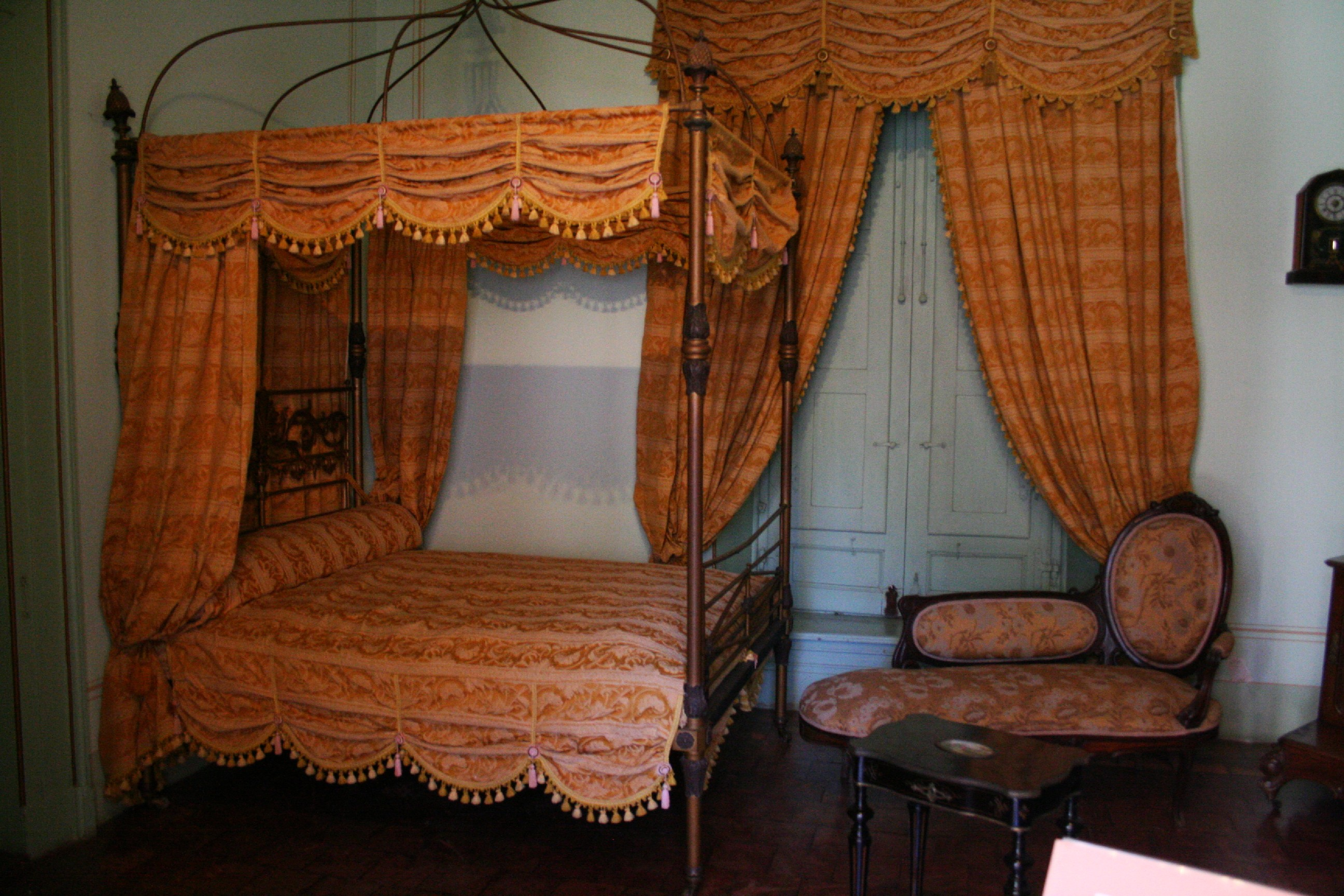
Mobiliario de la habitación matrimonial.
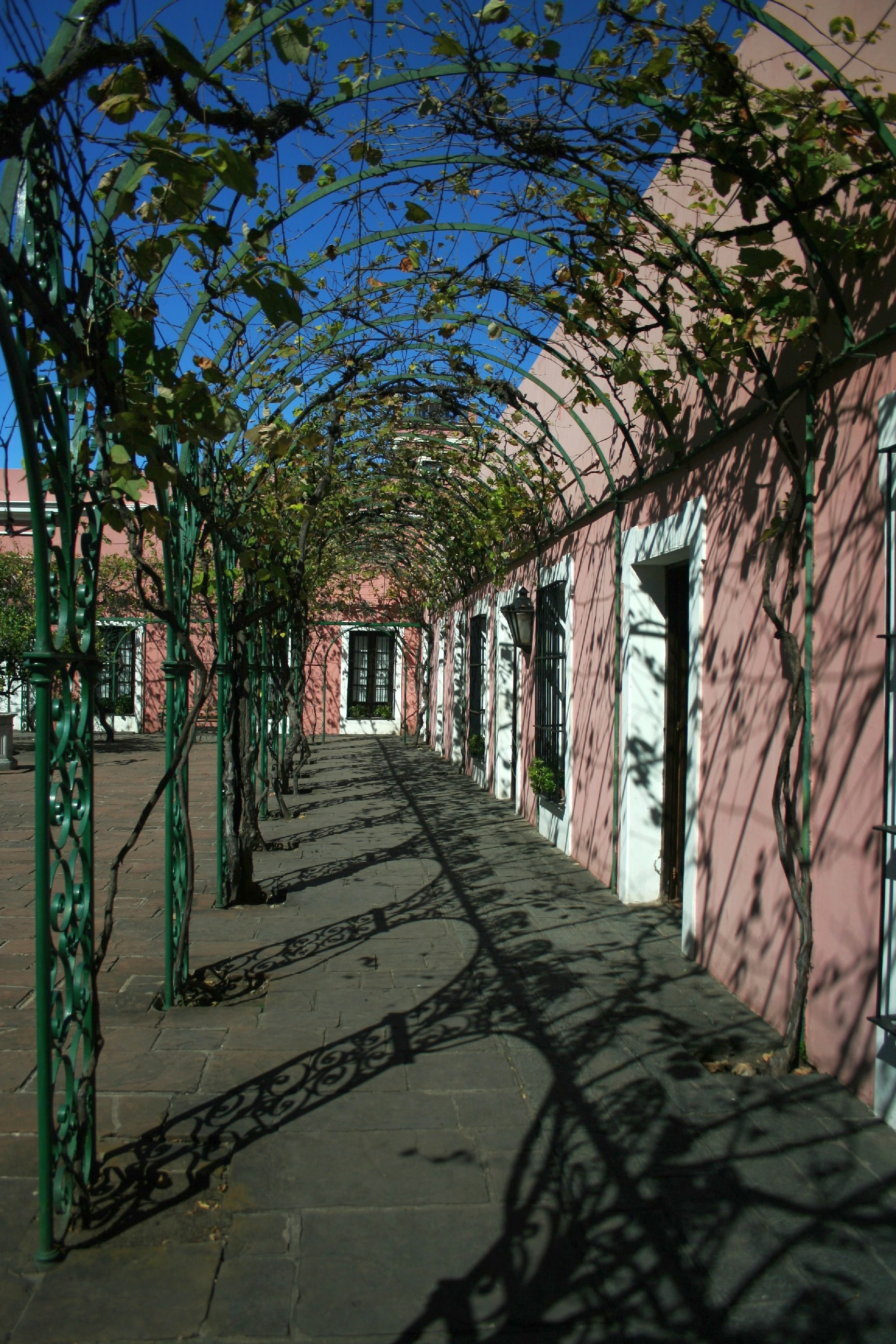
Detalle del patio interno.
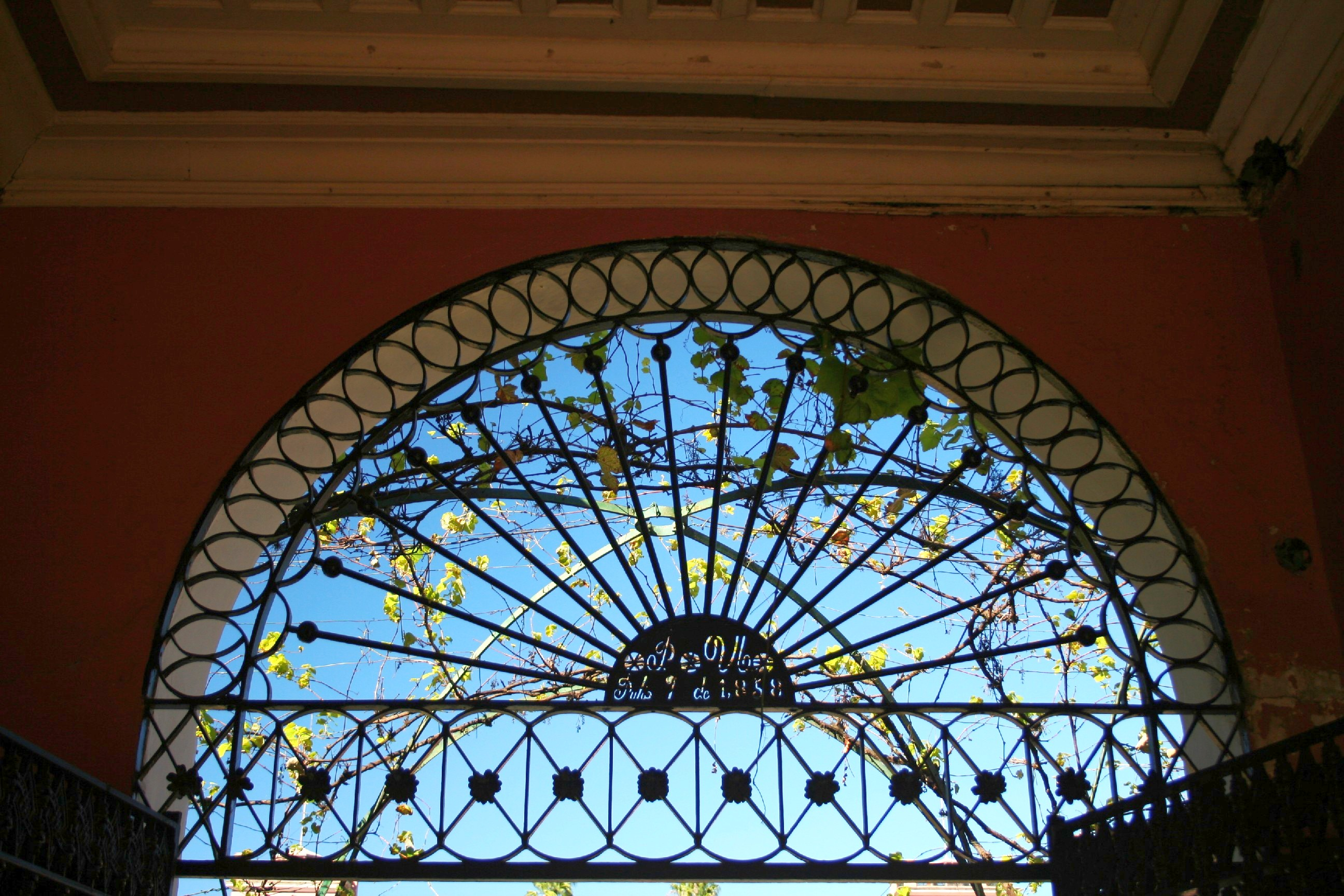
Detalle de la reja del patio.
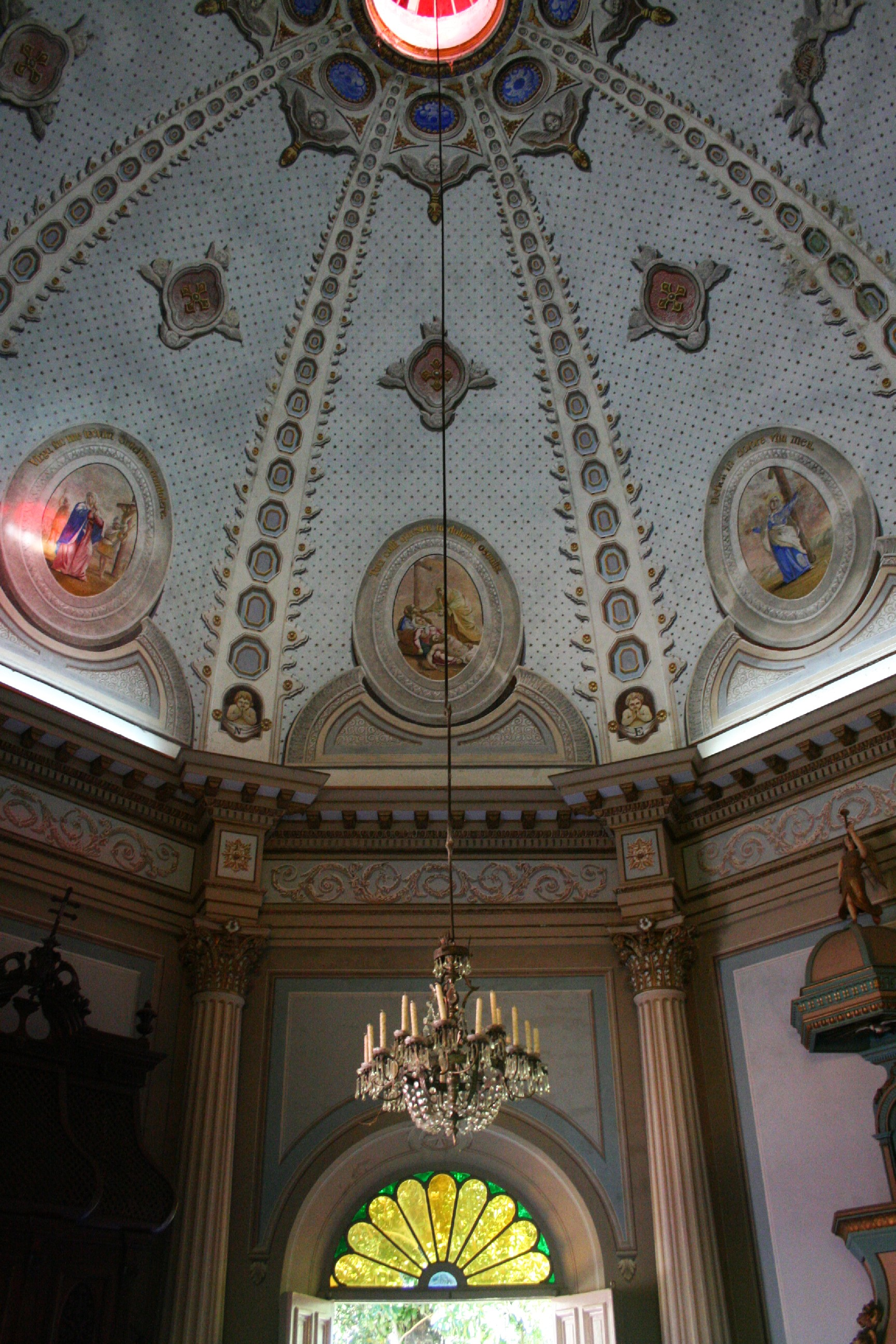
Cúpula de la capilla del Palacio.
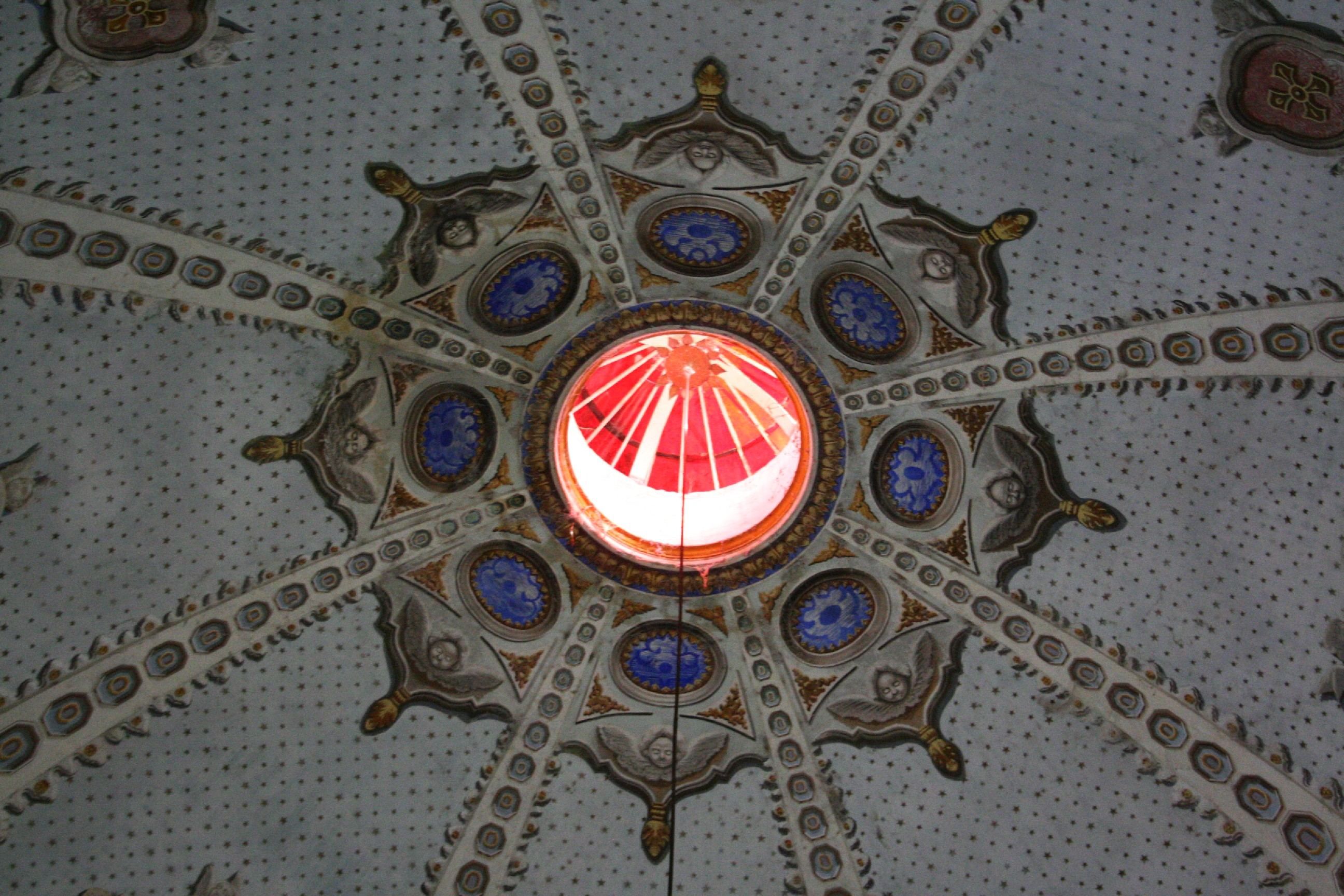
Detalle de la cúpula de la capilla.
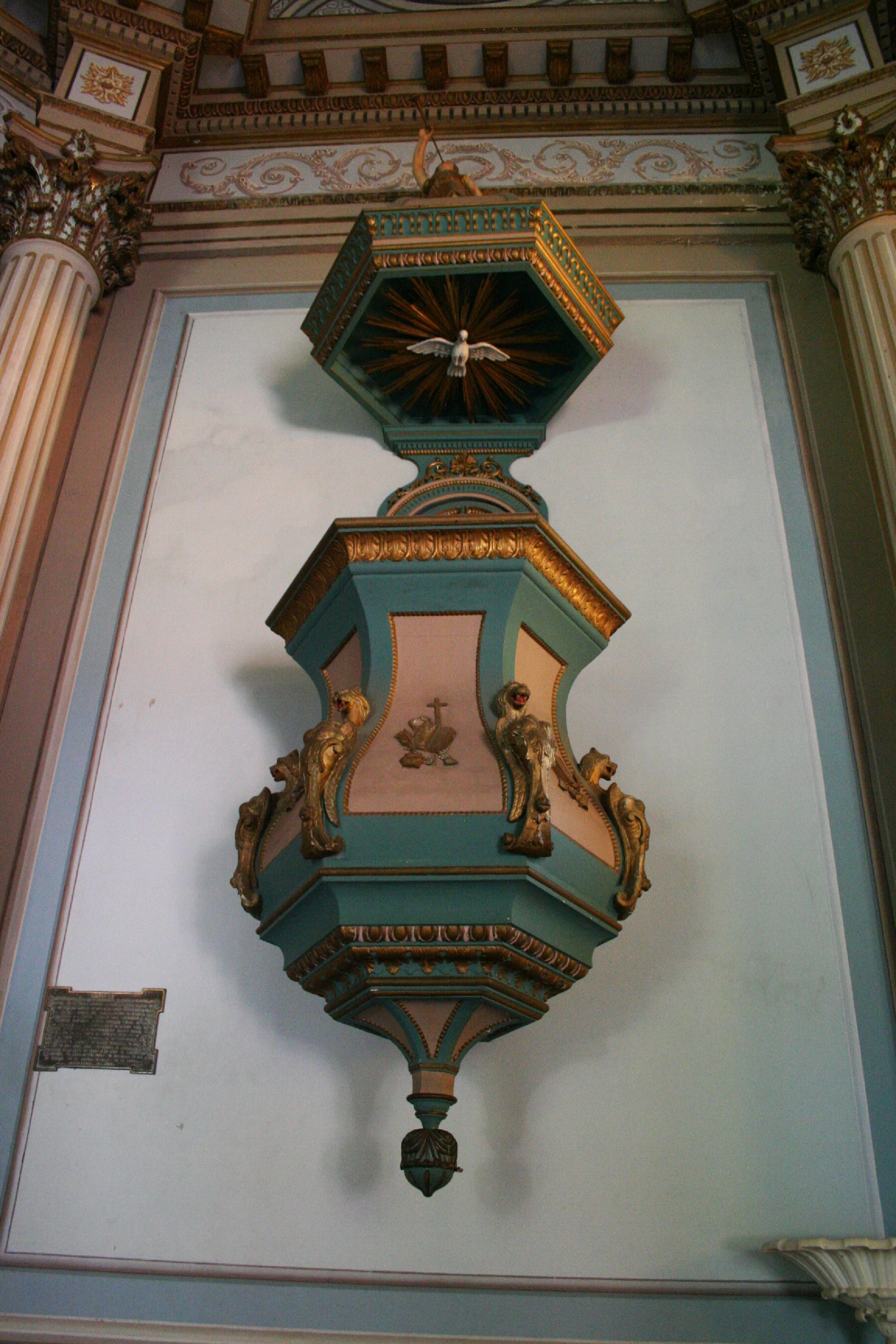
Púlpito de la capilla.
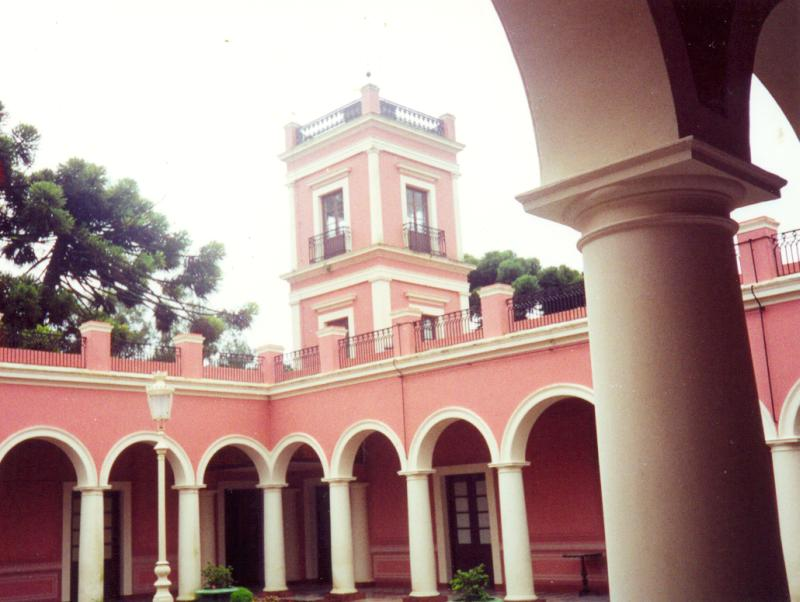
Vista del Patio de Honor.
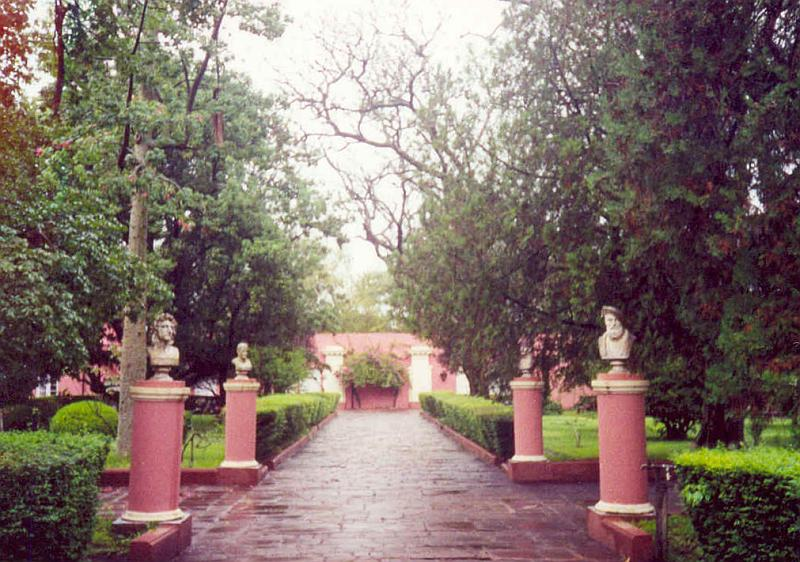
Patio del Palacio San José.